# 今夜だけきっと
『今夜だけきっと』（こんやだけきっと）は、スターダストレビュー9枚目のシングル。1986年6月25日に発売された。

## 解説
『トワイライト・アヴェニュー』、『夢伝説』と並ぶ、スタレビ初期の代表作の一つである。同年発売のアルバム『VOICE』からのシングル・カット。
本作がリリースされた1980年代後半の彼らはアルバムがコンスタントにオリコンチャートベスト10に入り、コンサート動員も日本武道館のような大規模会場を満員にするなど人気が上昇していた。本作についてメンバーはレコーディング時点から相当手応えを感じていたようであるが、レコード売上は『夢伝説』以降で最低の約13000枚（オリコン調べ）に留まった。しかし、以後のコンサートでは毎回必ず歌われる定番曲となっている。
コンサートでは「ため息一つ手のひらにそっとこぼれて星になった」というラストの歌詞に合わせ、ステージ上に流れ星のような光の点が飛ぶ演出がなされる。

## 収録曲
全曲編曲：スターダストレビュー
1. 今夜だけきっと （作詞：根本要/手島昭 作曲：根本要）
2. Baby, It's You (“LIVE” from VOICE Tour) （作詞：根本要/林紀勝 作曲：三谷泰弘）

## 今夜だけきっと/ナチュラル〜抱きしめてこのままで〜
『今夜だけきっと/ナチュラル〜抱きしめてこのままで〜』（こんやだけきっと / ナチュラル だきしめてこのままで）は、2000年5月17日にスターダストレビューの36枚目、ダブル表題曲、初のマキシシングルとして発売された。2013年6月26日には江崎グリコ「チーザ」のCMソングに起用されたことを受け、同内容で品番を変えて、再発売された。

### 解説
ベスト・アルバム『 STARS』収録のスタジオライブ版が元になっており、1986年発売シングルとはバックのキーボードがストリングスに替わっているなど、編曲が異なっている。テレビ朝日系木曜ミステリー『別れる2人の事件簿』の主題歌である（2013年の再発売時は、江崎グリコ「チーザ」CMソングとして起用された）。
「ナチュラル〜抱きしめてこのままで〜」は発売当時メンバー在籍していた事務所・アップフロントグループ後輩のアイドル・モーニング娘。主演映画『ピンチランナー』主題歌で相田翔子がゲスト・ヴォーカルで参加。オリコンチャート40位にランクインした。

### 収録曲
全曲　編曲：スターダストレビュー　作曲：根本要
1. 今夜だけきっと
（作詞：根本要/手島昭）
2. ナチュラル〜抱きしめてこのままで〜（STARDUT REVUE with 翔子）
（作詞：まこと/つんく）
3. 今夜だけきっと（Instrumental）
4. ナチュラル〜抱きしめてこのままで〜（Instrumental）

## カヴァーしたアーティスト
- Chage (2009年) - アルバム『Many Happy Returns』に収録
- Ms.OOJA (2011年) - シングル『Life』に収録

## その他
2013年10月1日、本作サビ部分をアレンジした発車メロディが、高崎線行田駅2番線に導入されたが、翌日15時頃に使用停止され、1番線と同じ「夢伝説」に変更された。